# Aerumnosa furcillata
Aerumnosa furcillata är en tvåvingeart som beskrevs av Werner Mohrig 1999. Aerumnosa furcillata ingår i släktet Aerumnosa och familjen sorgmyggor. Inga underarter finns listade i Catalogue of Life.